# بادي فراح
بادي فراح (18 أغسطس 1978 بسيدني في أستراليا - ) هو لاعب كرة قدم أسترالي في مركز الوسط. شارك مع منتخب أستراليا الوطني لكرة القدم تحت 23 سنة ومنتخب لبنان لكرة القدم. أما مع النوادي، فقد لعب مع سيدني تايغرز وماركوني ستاليونز ونادي النجمة ونادي سلاغور ونادي كيفلافيك ووولونغونغ وBankstown City FC ‏.

## وصلات خارجية
- بادي فراح على موقع الاتحاد الدولي (مؤرشف)  (الإنجليزية)
- بادي فراح على موقع قاعدة بيانات كرة القدم.إي يو (الإنجليزية)
- بادي فراح على موقع ناشيونال فوتبول تيمز (الإنجليزية)
- بادي فراح على موقع أوليمبيديا (الإنجليزية)